# Konzil von Clovesho
Unter der Bezeichnung Konzil von Clovesho werden insgesamt sieben Konzilsversammlungen der angelsächsischen Kirche im Zeitraum von 742 bis 825 geführt. Da außer den Bischöfen und Äbten auch die Könige von Mercia und ihre Gefolgsleute teilnahmen, handelte es sich nicht um reine Synoden, sondern um gemischte kirchlich-weltliche Versammlungen. Dabei wurden die Kirchenangelegenheiten von den Bischöfen unter Vorsitz des Erzbischofs entschieden, und der König gab das Einverständnis zu den getroffenen Regelungen.
Die geographische Lage des Versammlungsortes Clovesho (auch: Clofeshoch, Clofeshoas) ist nicht zweifelsfrei geklärt. Vermutlich lag Clovesho in Mercia und nahe London. Als mögliche Orte werden in der Forschung genannt: Abingdon, Tewkesbury oder Cliff-at-Hoo in Kent.
Möglicherweise fand bereits ein Konzil in Clovesho im Jahre 716 statt. Die Authentizität des hierauf hinweisenden Dokuments ist jedoch zweifelhaft. Gesicherte Quellen liegen für die folgenden Konzilsversammlungen vor:
- 1. Konzil von Clovesho (742) unter Vorsitz von Erzbischof Cuthbert von Canterbury und König Æthelbald von Mercia
- 2. Konzil von Clovesho (747) unter Vorsitz von Erzbischof Cuthbert von Canterbury: bedeutende Synode, Verabschiedung von 31 kanonischen Vorschriften
- 3. Konzil von Clovesho (794) unter Vorsitz von Erzbischof Higbert von Lichfield und König Offa von Mercia: Beschluss über eine Landschenkung des Erzbistums
- 4. Konzil von Clovesho (794) unter Erzbischof Æthelheard und König Cenwulf: Behandlung von Fragen der religiösen Glaubenspraxis und Vereinbarung über einen Austausch von Ländereien
- 5. Konzil von Clovesho (803) unter Erzbischof Æthelheard von Canterbury und König Cenwulf: Auf Anweisung von Papst Leo III. wird das 787 errichtete Erzbistum Lichfield wieder aufgelöst und dem Erzbistum Canterbury unterstellt.
- 6. Konzil von Clovesho (824) unter König Beornwulf und Erzbischof Wulfred: Klärung einer Erbschaftsangelegenheit
- 7. Konzil von Clovesho (825) unter dem gleichen Vorsitz: Klärung einer Streitfrage zwischen dem Erzbischof und der Äbtissin Cwenthrytha